# Mimusops elengi
Mimusops elengi is een groenblijvende boom uit de familie Sapotaceae. De soort staat op de Rode Lijst van de IUCN geklasseerd als 'niet bedreigd'.

## Beschrijving
Mimusops elengi kan een hoogte van ongeveer 16 meter bereiken. Sommige bomen kunnen 18 meter hoog worden. De ovale bladeren zijn donkergroen en glanzend. Ze hebben een lengte van 5 tot 14 centimeter en een breedte van 2,5 tot 6 centimeter.
De boom bloeit in april en in juni beginnen de vruchten te groeien. De welriekende bloemen zijn crèmekleurig en behaard. De eivormige vruchten zijn helder oranjerood als ze rijp zijn. De schors is dik en heeft een donkerbruine tot grijszwarte kleur. Er zijn strepen en een paar scheuren zichtbaar aan de oppervlakte van de schors.

## Verspreiding
De boom komt voor in Zuid-Azië, Zuidoost-Azië en van Noord-Australië tot in Vanuatu. Hij groeit daar in vochtige laaglandbossen. De boom wordt tamelijk algemeen in de buurt van de zee aangetroffen, maar kan ook worden gevonden op rotsachtige locaties en bossen in het binnenland, tot op hoogtes van 600 meter.

## Gebruik
De vrucht kan rauw, geconserveerd of gepekeld worden gegeten en heeft een zoete smaak wanneer deze rijp zijn. De schors, bloemen, vruchten en zaden worden gebruikt in de Ayurveda kruidengeneeskunde.
De zeer aromatische bloemen behouden hun geur lang nadat ze gedroogd zijn. De gedroogde bloemen worden gebruikt als vulling in kussens, in guirlandes of voor in de linnenkasten. In India worden de geurige bloemen verwerkt in lokale parfums, zoals de Attar Bakul.
Uit de zaden wordt een olie gewonnen die gebruikt wordt voor het maken van verf en voor verlichting. De schors is gebruikt om te looien en uit de bast wordt een bruine kleurstof verkregen.

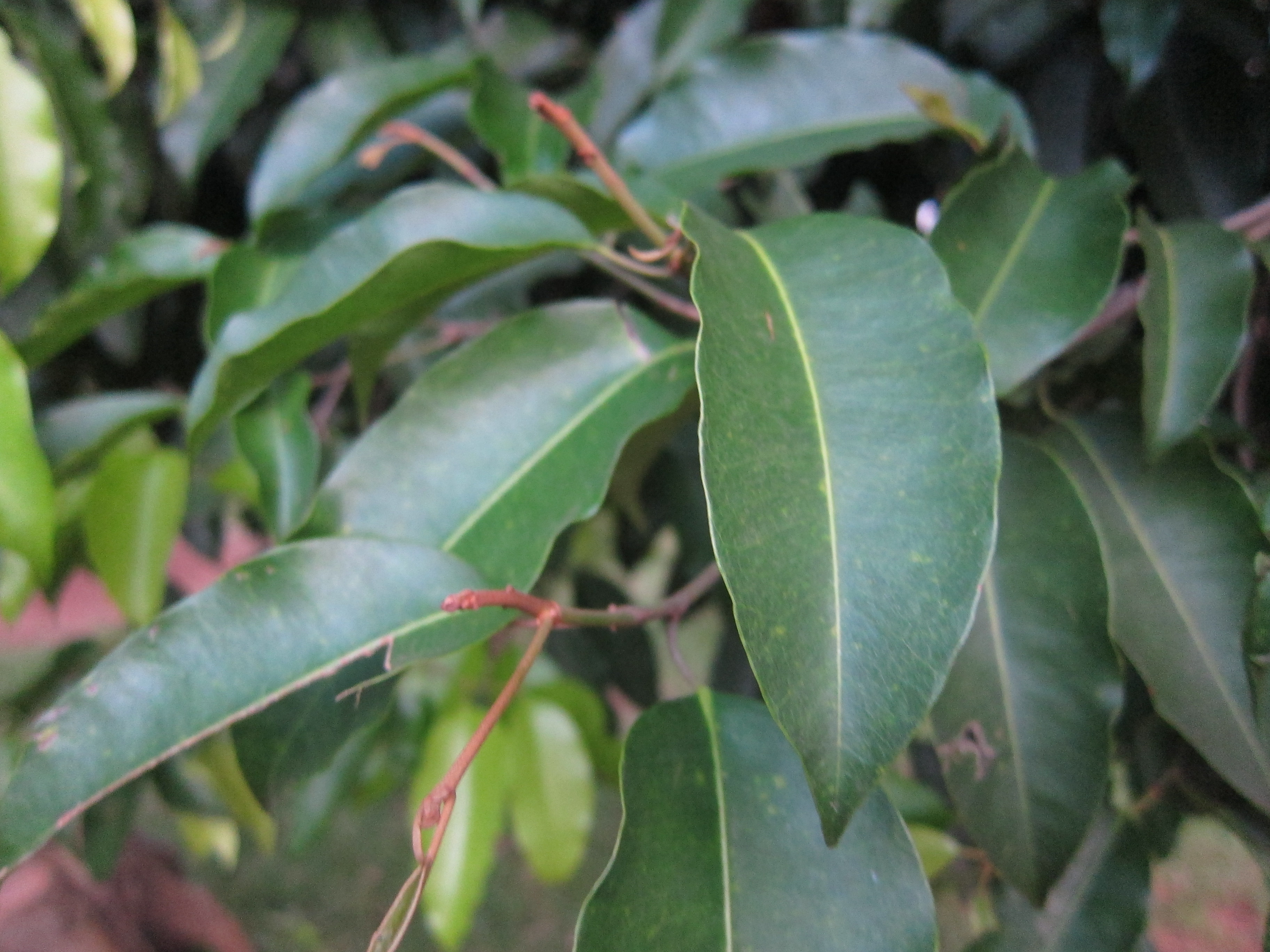
Bladeren
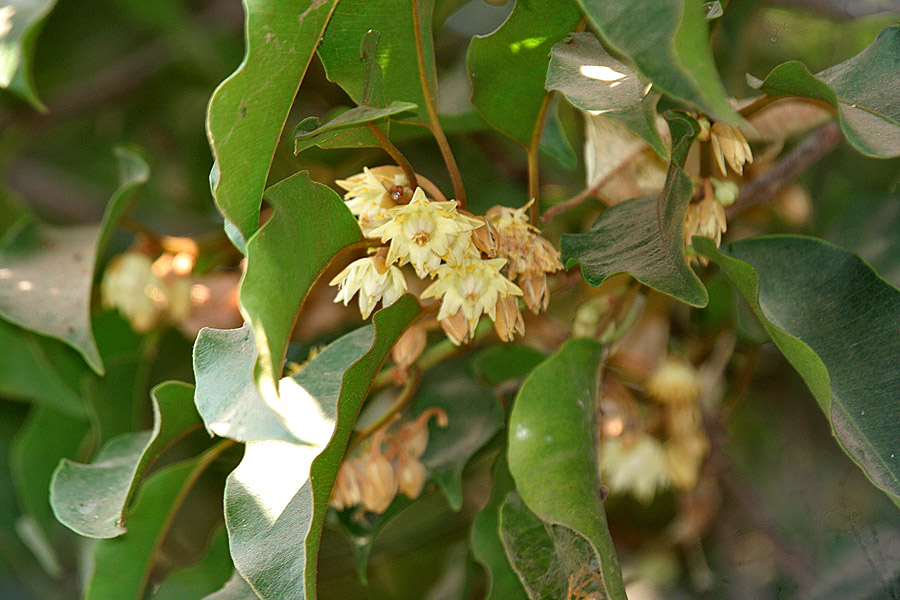
Bloemen
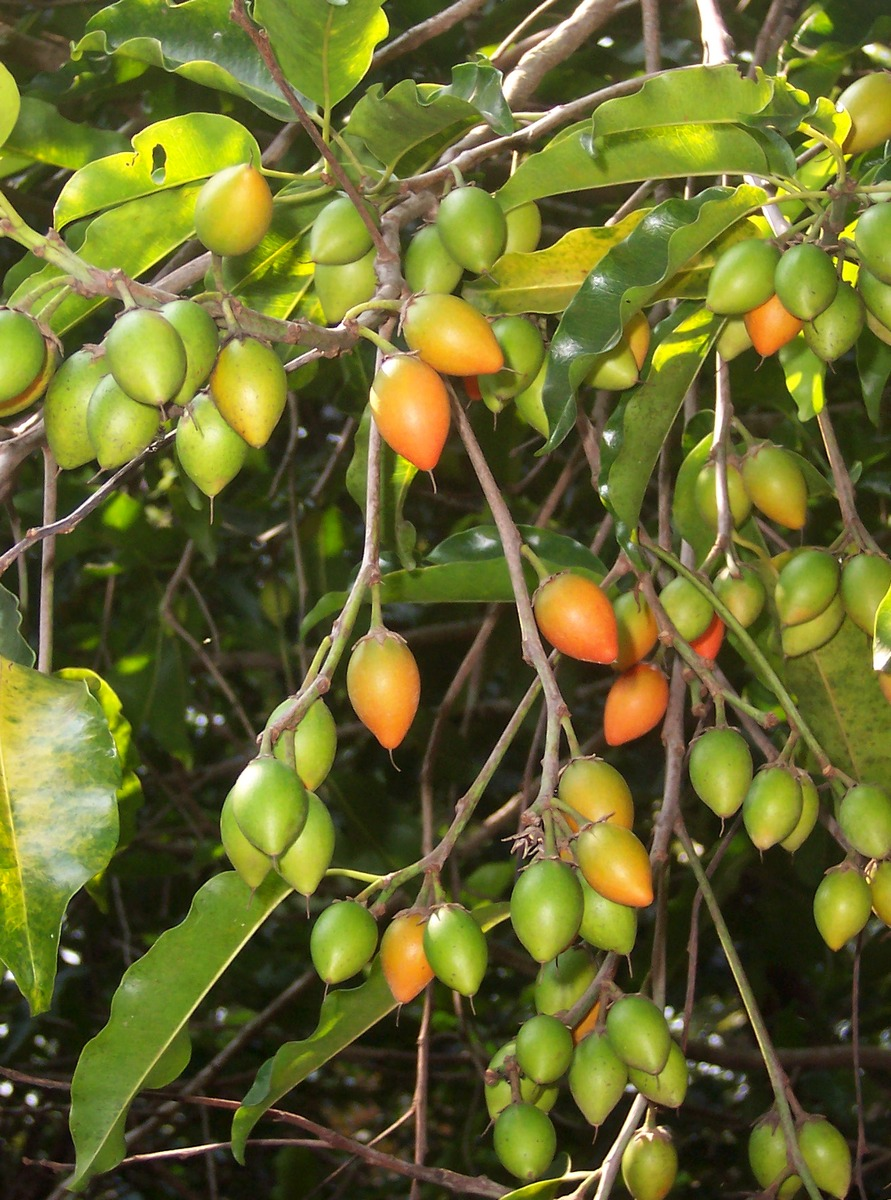
Vruchten